# انچالومودو
انچالومودو (به انگلیسی: Anchalumoodu) یک منطقهٔ مسکونی در هند است که در کرالا واقع شده‌است.